# فينولات
الفينولات هي صنف من المركبات الكيميائية العضوية تتألف بنيوياً من ارتباط مجموعة هيدروكسيل وظيفية بشكل مباشر مع هيدروكربون عطري. ينسب اسم الفينولات إلى أبسط هذه المركبات وهو الفينول C6H5OH. يمكن أن تكون الفينولات بسيطة، كما يمكن أن تكون متعددة حسب عدد وحدات الفينول في الجزيء.
توجد الفينولات في الطبيعة على هيئة عدة مركبات، كما يتم الحصول عليها صناعياً.
أمثلة على الفينولات

فينول

2،1-ثنائي هيدروكسي البنزين (كاتيكول)
3،1-ثنائي هيدروكسي البنزين (ريزورسينول)
4،1-ثنائي هيدروكسي البنزين (هيدروكينون)

3،2،1-ثلاثي هيدروكسي البنزين (بيروغالول)
4،2،1-ثلاثي هيدروكسي البنزين (هيدروكسي كينول)
5،3،1-ثلاثي هيدروكسي البنزين (فلوروغلوسينول)

## اقرأ أيضاً
- فينول
- بيسفينول